# Óscar Urralburu Arza
Óscar Urralburu Arza (Pamplona, 8 de setembre de 1971) és un polític membre de l'Assemblea Regional de Múrcia i Secretari General de Podem a la mateixa regió.